# Michel Strogoff (film, 1937)
Pour les articles homonymes, voir Michel Strogoff (homonymie).
Pour plus de détails, voir Fiche technique et Distribution.
Michel Strogoff (titre original : The Soldier and the Lady) est un film américain réalisé par George Nichols Jr., sorti en 1937. 
Adapté du roman de Jules Verne, ce film d'aventure est un remake du film français réalisé par Jacques de Baroncelli et Richard Eichberg, sorti en 1936.

## Synopsis
Le tsar de Russie Alexandre II envoie un messager, Michel Strogoff, livrer des informations vitales au grand duc Vladimir, loin en Sibérie. Le film relate les aventures de Michel Strogoff au cours du trajet de Moscou à Irkoutsk, capitale de la Sibérie orientale. Il doit avertir le frère du tsar, resté sans nouvelles de Moscou, de l'arrivée des hordes tartares, menées par le traître Ivan Ogareff, qui se sont soulevés contre l'Empire russe.

## Fiche technique
- Titre original : The Soldier and the Lady, Michael Strogoff ou The Bandit and the Lady
- Réalisation :George Nichols Jr.
- Scénario : Mortimer Offner, Anthony Veiller, Anne Morrison Chapin, d'après le roman de Jules Verne
- Photographie : Joseph H. August
- Montage : Frederic Knudtson
- Musique : Nathaniel Shilkret
- Direction artistique : Van Nest Polglase
- Costumes : Walter Plunkett
- Producteurs : Pandro S. Berman
- Société de production : RKO Pictures
- Pays d'origine :  États-Unis
- Format : Noir et blanc — 35 mm — 1,37:1 — Son : Mono
- Genre : Film d'aventure, Film historique,  Film romantique, Film de guerre
- Durée : 85 minutes (1 h 25) [1].
- Dates de sortie : 
  - États-Unis : 9 avril 1937

## Distribution
- Anton Walbrook : Michel Strogoff
- Elizabeth Allan : Nadia
- Akim Tamiroff : Ivan Ogareff
- Margot Grahame : Sangarre
- Fay Bainter : Marfa Strogoff
- Eric Blore : Harry Blount
- Edward Brophy : Eddie Parker[2]
- Paul Guilfoyle : Vasiley
- William Stack : le grand Duc
- Paul Harvey : le tsar Alexandre II
- Matthew Betz (non crédité) : Le chef d'une tribu
- Leonard Ceeley (non crédité) : aide du Tsar
- Michael Visaroff
- Oscar Apfel
- Ward Bond
- Harry Cording
- Doris Lloyd
- Richard Loo
- Francis McDonald
- Philip Morris
- Crauford Kent
- Frank M. Thomas